# Säffle (comune)
Säffle è un comune svedese di 15 583 abitanti, situato nella contea di Värmland. Il suo capoluogo è la città omonima.

## Località
Nel territorio comunale sono comprese le seguenti aree urbane (tätort):
- Säffle
- Svanskog
- Värmlandsbro

## Amministrazione

### Gemellaggi
- Antsla
- Mäntyharju
- Hagenow
- Hol